# Johannes Rudolf von Wagner
Johannes Rudolf von Wagner (Leipzig, 1822-Wurzburgo, 1880) fue un químico alemán.

## Biografía
Nacido el 13 de febrero de 1822 en Leipzig, estudió en la universidad de su ciudad natal. Tras titularse, realizó viajes por países como Francia, Bélgica y Alemania, tras los cuales volvió en 1846 a Leipzig para aceptar un puesto como asistente en el laboratorio de química de la universidad. En 1851 fue nombrado profesor extraordinario de química técnica en la Politécnica de Núremberg. En 1856 aceptó la cátedra de Tecnología en la Universidad de Wurzburgo, de la que ya no se separaría hasta el fin de sus días. Fue también director del Conservatorio Tecnológico de Wurzburgo.
Fue frecuentemente enviado al extranjero por el gobierno bávaro en misiones científicas, en especial en 1858 a Inglaterra y Holanda y en 1861 a París. Fue escogido para los jurados de productos químicos en las Exposiciones de Londres (1862), París (1867) y Ámsterdam (1869). También participó en las de Viena (1873) y Filadelfia (1876).
Una de sus primeras investigaciones (1847) la dedicó a la levadura, e incluyó un estudio de su naturaleza y crecimiento y el proceso de fermentación. En 1849 comenzó una investigación sobre el aceite de ruda. Murió en Wurzburgo el 4 de octubre de 1880.